# Pista curtiuncata
Pista curtiuncata är en ringmaskart som beskrevs av Hartmann-Schröder 1981. Pista curtiuncata ingår i släktet Pista och familjen Terebellidae. Inga underarter finns listade i Catalogue of Life.